# Kritisch GroenLinks
Kritisch GroenLinks is een groep binnen de Nederlandse politieke partij GroenLinks, zij staan een linksere koers van de partij voor.

## Achtergrond
Kritisch GroenLinks manifesteerde zich voor het eerst binnen GroenLinks in februari 2007 met een motie over die opriep tot een evaluatie van de verloren verkiezingen in het jaar 2006 (de Tweede Kamerverkiezingen en de gemeenteraadsverkiezingen) De motie werd met een ruime meerderheid van ruim 80 procent aangenomen. Onder de ondertekenaars waren veel oud leden van de Pacifistisch-Socialistische Partij. Mensen achter de beweging zijn oud-wethouder Karel van Broekhoven, stadsdeelwethouder Paulus de Wilt en oud-senator Leo Platvoet.
Op de evaluatie van de verkiezingen volgde een partijbrede discussie over de koers van de partij die uiteindelijk uitmondde in een nieuw beginselprogramma. Tijdens deze discussie nam Kritisch GroenLinks een belangrijke rol in en op het nieuwe programma wist Kritisch GroenLinks een groot aantal wijzigingen aan te brengen.

## Manifest
In april 2007 publiceerde Kritisch GroenLinks het manifest "Discussieer en Beslis mee!" waarin zij hun kritiek op de koers van de partij uiteen zette. Kritisch GroenLinks staat een radicaal-linkse, groene koers voor en is geen voorstander van de vrijzinnige, links-liberale koers die de partij heeft ingezet, nadat Femke Halsema eind 2002 partijleider werd. Daarnaast leverden zij kritiek op de interne partijorganisatie, die te weinig democratisch zou zijn, de campagnestrategie die te sterk gericht zou zijn op de middenklasse, en het afbreken van de formatiegesprekken in december 2006.